# Alopyi-gu-hpaya
L’Alopyi-gu-hpaya (monument 374) est un temple bouddhiste birman. Il se situe non loin du Hti-lo-min-lo, au sud-ouest du hameau dit de Wetkyi-in sur la route liant la vieille Bagan au village de Nyaung-U situé autour de la pagode Shwezigon. Le monument est encore en activité aujourd’hui.
Quelques similitudes avec le Kubyauk-gyi de Myinkaba peuvent être notées telles la thématique des fidèles supportant la communauté des moines dans les peintures du vestibule et l’ornementation stuquée des encadrements de fenêtres et niches, ce qui laisse suggérer une datation proche, autour de 1113.

## Architecture

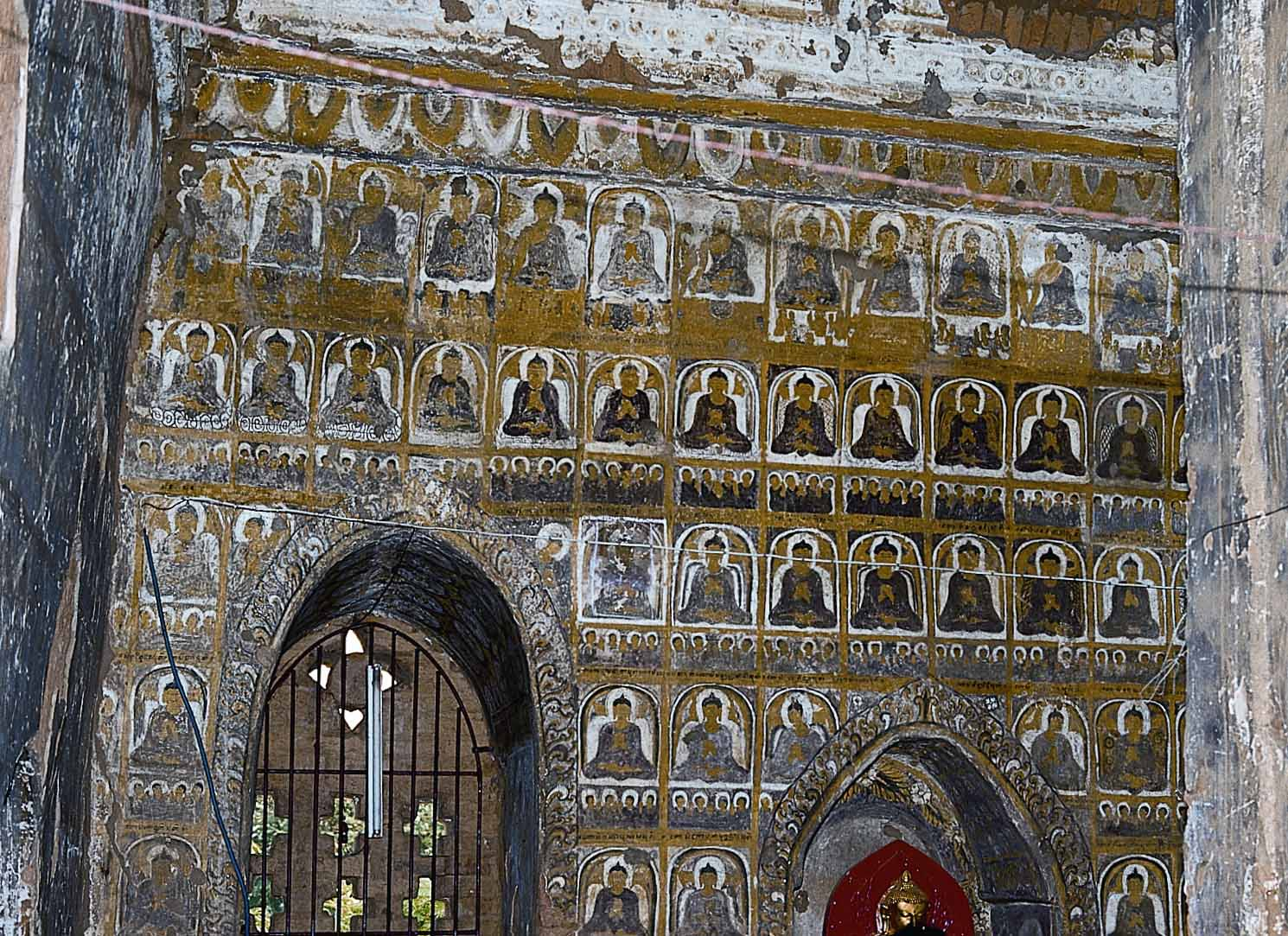
Mur extérieur entièrement peint du déambulatoire

Dirigé vers l’est, il a un court porche qui s’ouvre sur un vestibule éclairé de deux fenêtres latérales et précédant le sanctuaire. Celui-ci est de plan carré centré sur un massif central quadrangulaire construit en briques dont les quatre faces présentent chacune une niche dans laquelle se trouve une image du Bouddha. L’espace environnant sert de déambulatoire permettant la circumambulation et éclairé de neuf fenêtres ajourées (transennes). 
Si la toiture du vestibule est plate, celle surmontant le sanctuaire a la forme d’un stūpa : quatre stūpas miniaturisés sont érigés aux angles et un pavillon se trouve à la base antérieure du stūpa-toiture. Les murs étaient stuqués et des encadrements de fenêtre élaborés rompent leur surface plane. La même ornementation se retrouve autour des niches creusées dans le massif central du sanctuaire.
La lumière pénètre dans le vestibule par deux fenêtres latérales ; neuf fenêtres ajourées (transennes) s’ouvrent sur le déambulatoire du sanctuaire où elles alternent avec des niches dans lesquelles sont distribuées des images du Bouddha.

## Ornementation picturale

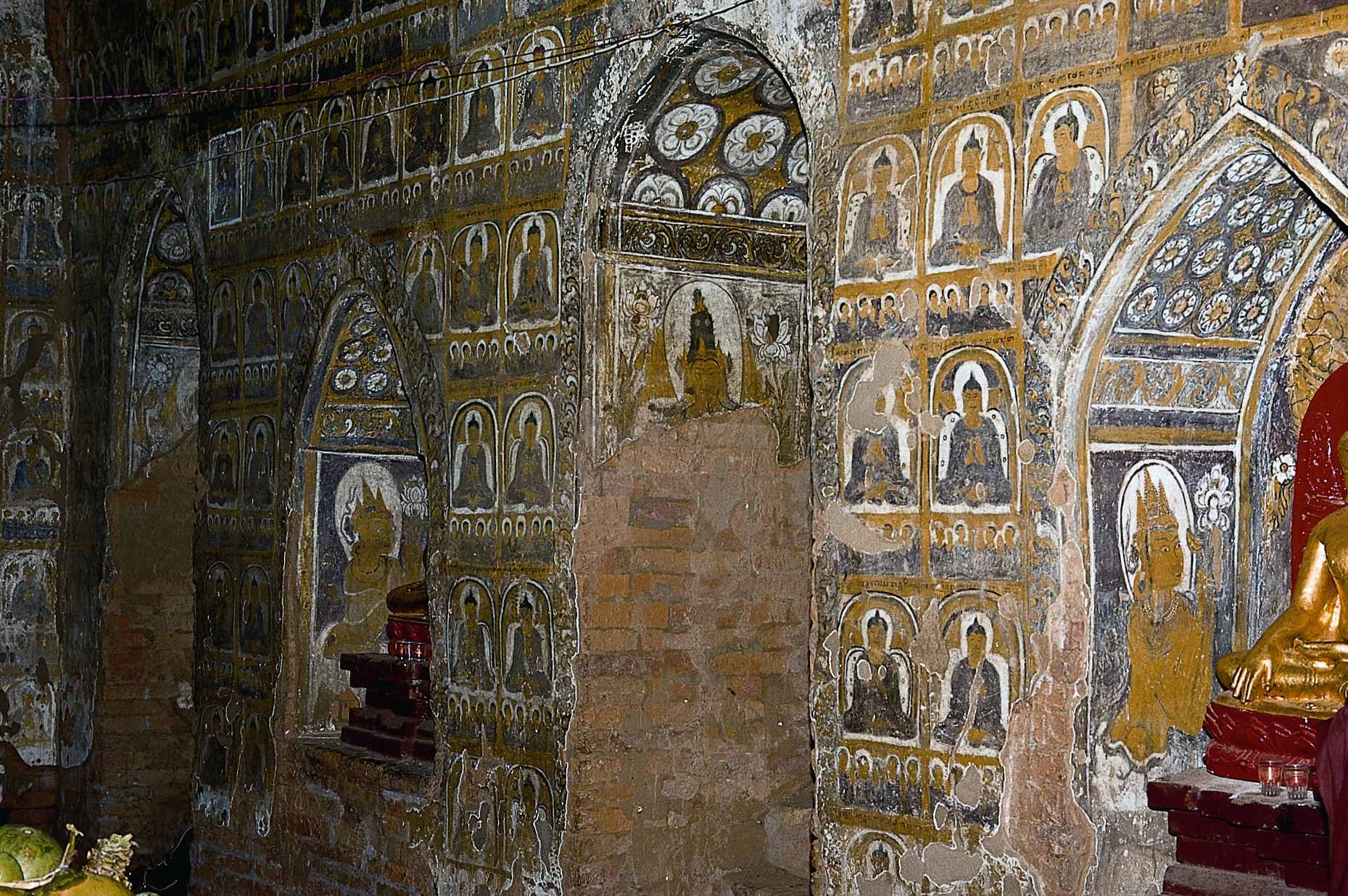
Niches et fenêtre du déambulatoire

Cette ornementation dont le style se rattache à celui de la peinture des manuscrits bouddhiques du nord-est de l’Inde du XIe au XIIe siècle couvrait l’entièreté des murs intérieurs mais, comme pratiquement ailleurs à Bagan, de larges fragments de peintures se sont détachés des murs. Le vestibule comportait des scènes louant les donations faites par les laïcs à la communauté des moines tandis que les murs du déambulatoire dans le sanctuaire étaient entièrement couverts à l’origine de quelque 650 images du Bouddha assis dans la position du lotus et enseignant les différents sūtras dont les titres sont fournis dans des inscriptions en Môn. Cet enseignement est dispensé à la communauté des moines symbolisée ici par quatre moines agenouillés sous chaque image du Bouddha. 
S'observe aussi la présence des vingt-huit Bouddhas du passé dans la partie supérieure de certains murs : ils montrent de manière alternative soit le geste de l’enseignement soit celui d’effleurement de la terre — une double référence tout à la fois au premier sermon (moment fondateur de la communauté des moines) dispensé à Sarnath et à l’Éveil (moment fondateur de la pensée bouddhique) qui eut lieu à Bodhgaya.
Le Bouddha est assis sur une double corolle de fleur de lotus et s’adosse à un haut coussin ; un nimbe circulaire ceint sa tête tandis qu’un arc faisant fonction d’auréole forme la limite de chacun. Le thème se répète sans interruption aucune sur les murs du sanctuaire, suggérant l’idée d’omniprésence du Bouddha, en particulier sous sa forme de maître enseignant.
Les murs latéraux des fenêtres sont ornés de Bodhisattvas dont la fonction est tout à la fois de vénérer le Bouddha et de protéger ces ouvertures que sont les fenêtres. En revanche, ce sont les dieux Sakka et Brahmā qui vénèrent le  Buddha dans les niches du massif central. Deux autres Bodhisattvas debout sont peints dans le vestibule de part et d’autre du passage vers le sanctuaire.